# Vulpia sicula
Vulpia sicula là một loài thực vật có hoa trong họ Hòa thảo. Loài này được (J.Presl) Link miêu tả khoa học đầu tiên năm 1833.